# Fontaine du Dauphin
La fontaine du Dauphin (en italien, Fontana del Delfino) est située sur la petite place de la Via Pignolo qui relie la ville basse de Bergame aux remparts vénitiens de la partie haute.

## Histoire
La Via Pignolo est la rue la plus caractéristique de Bergame, urbanisée au XVIe siècle, formée en même temps que la construction des murs vénitiens et constituée d'un ensemble de bâtiments du XVIe siècle  d'une valeur architecturale notable. La fontaine du Dauphin a été construite en même temps.
La fontaine était alimentée par l'aqueduc romain connu sous le nom de Prato Baglioni du nom de son ancien propriétaire.
La fontaine a été construite par un artiste inconnu en 1526, probablement commandée par une des familles qui possédaient les palais présents depuis le début du XVIe siècle.

## Architecture
Le groupe sculptural sur la stèle représente un triton à deux queues de poisson, chevauchant un dauphin à longue queue dans un mouvement plastique. L'eau jaillit de la bouche du dauphin. Une grande pomme de pin (pigna) sculptée sur la stèle représente l'ancien symbole de la rue, qui avant d'être urbanisée était une forêt de conifères, d'où le toponyme.